# Schloss Saaleck

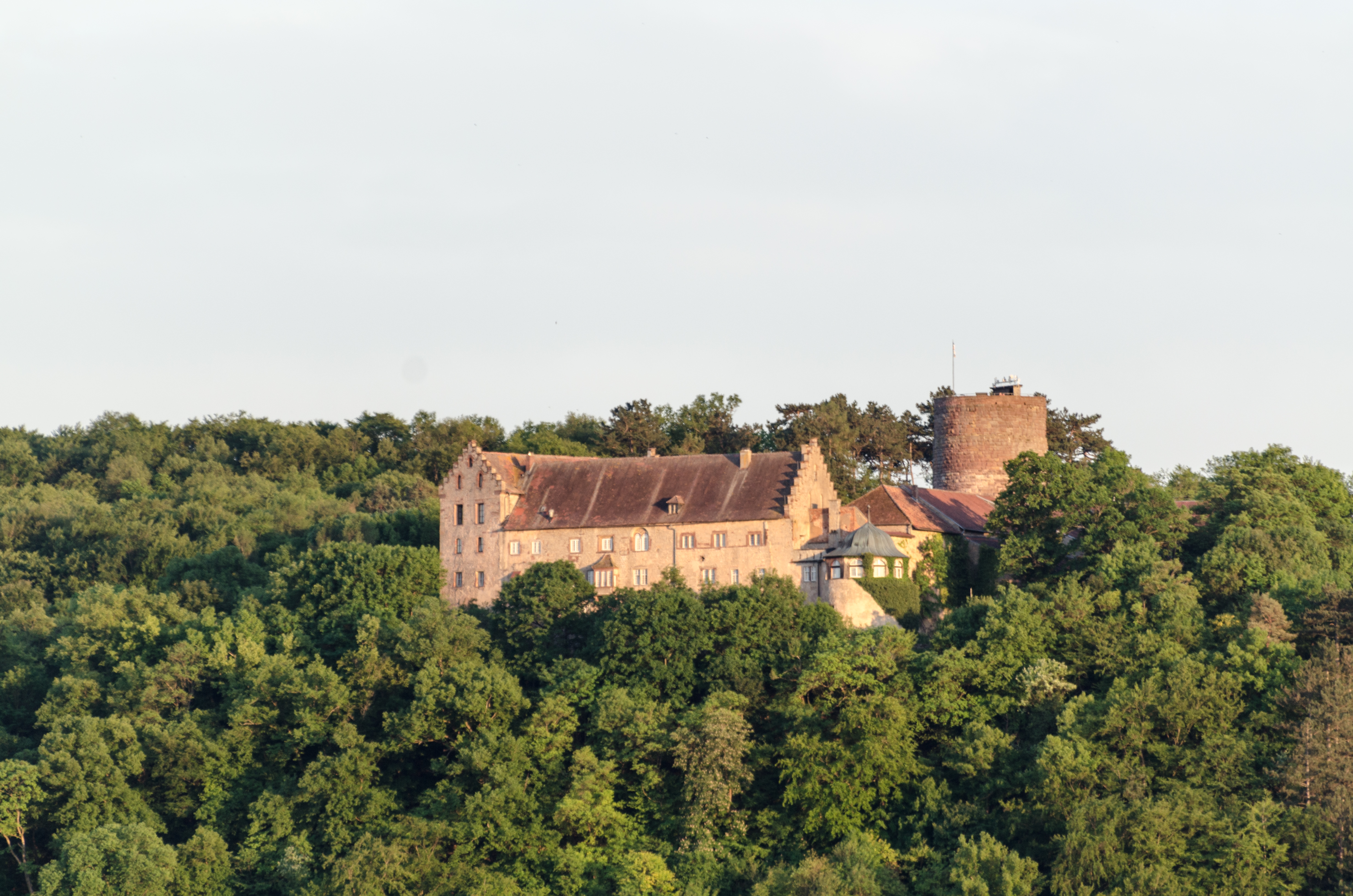
Schloss Saaleck

Das Schloss Saaleck ist eine im Mittelalter entstandene Burg auf einem etwa 280 m hohen Bergsporn des Schloßbergs (308 m ü. NHN) bei Hammelburg im bayerischen Landkreis Bad Kissingen. Das einzige heute noch sichtbare Relikt aus dem 12.–13. Jahrhundert ist der im ursprünglichen Zustand erhaltene Bergfried. In der Zeit des Dreißigjährigen Kriegs verlor er wegen Baufälligkeit etwa sechs Meter an Höhe. Das Erscheinungsbild der Anlage ist überwiegend auf die Zeit nach dem Dreißigjährigen Krieg zurückzuführen. Saaleck ist zugleich ein Gemeindeteil von Hammelburg.

## Geschichte

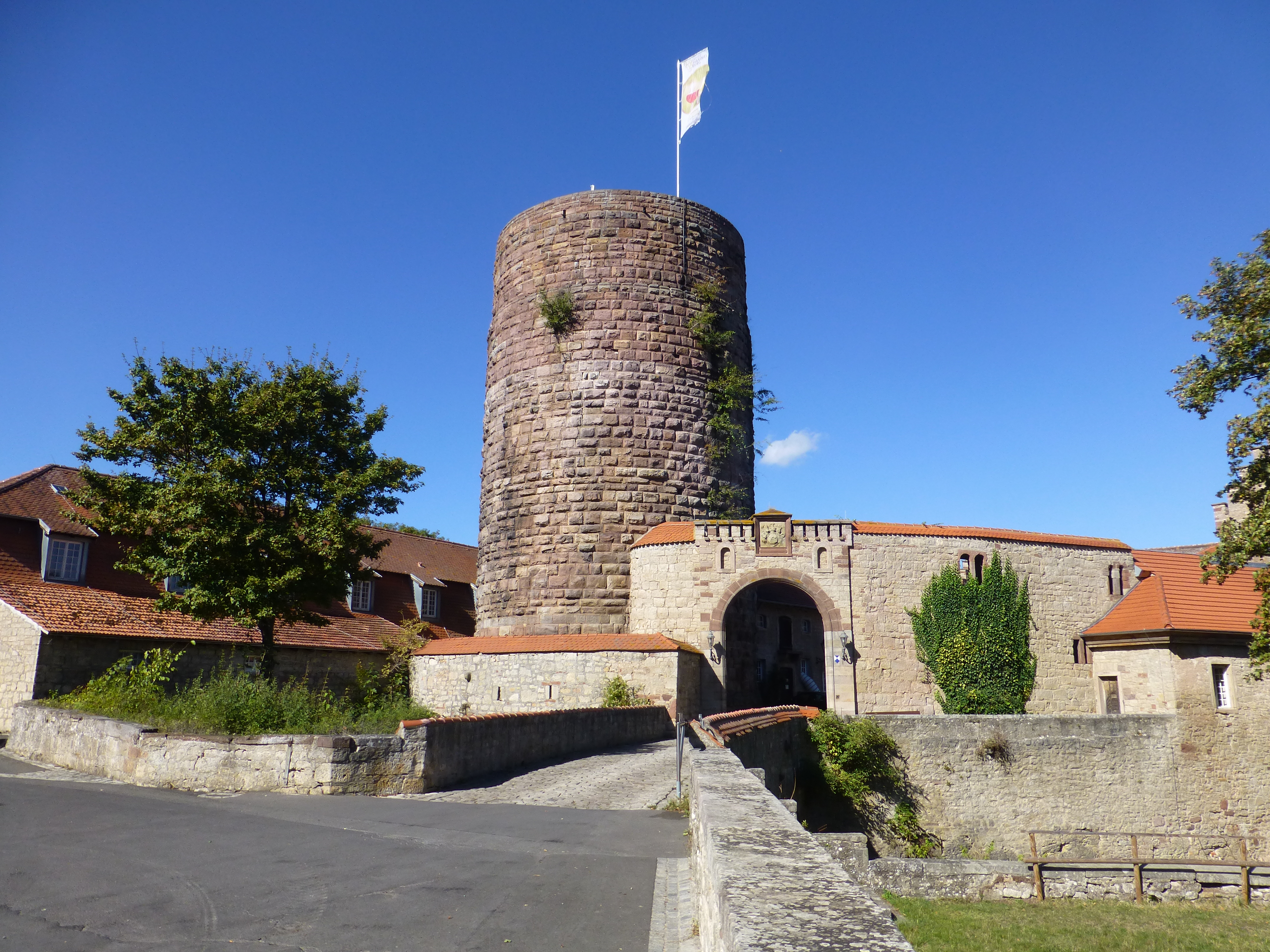
Burgtor und Bergfried von Schloss Saaleck

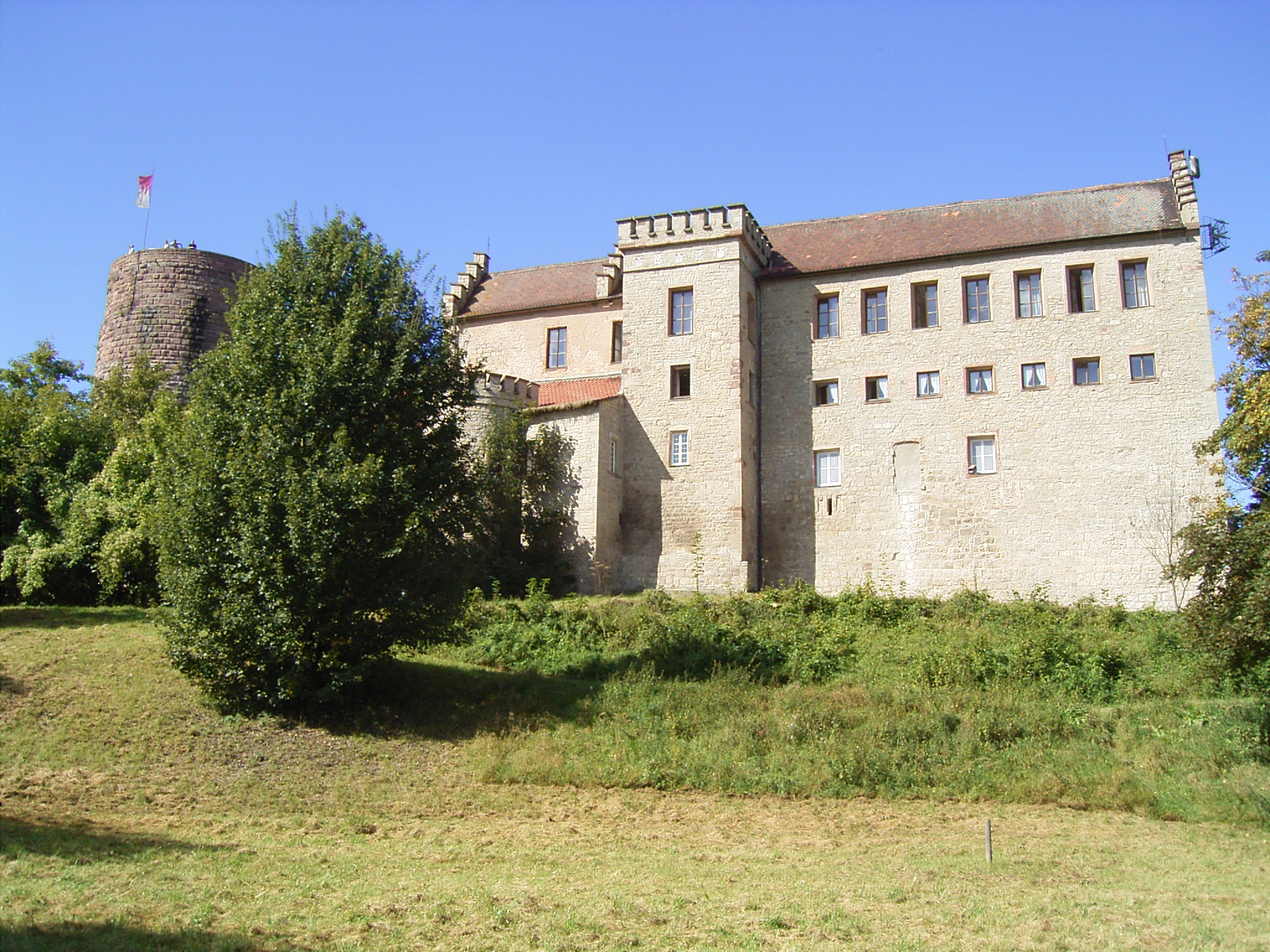
Ostfassade von Schloss Saaleck

Schon in vorgeschichtlicher Zeit wurde der Bergsporn für Befestigungsanlagen genutzt, von denen nichts mehr erhalten ist. Um 800 soll dort eine Kapelle errichtet worden sein. Bei der Christianisierung der Rhön wurden oft kleine Kapellen oder Kirchen innerhalb „heidnischer“ Kultstätten oder Befestigungen erbaut. Beispiele dafür sind die Grabfeldonoburg bei Münnerstadt oder der Gangolfsberg bei Oberelsbach.
Die Ursprünge der Burg liegen allerdings nach wie vor im Dunkeln. Erstmals wurde sie der Überlieferung nach um 1030 von einem Geschichtsschreiber der nahegelegenen Homburg erwähnt, die zu dieser Zeit stark ausgebaut worden sein soll. Es ist zu lesen, dass nach dem Ausbau die Leute „uff wart gen Trimburg und Saleck zu stah’n, dass diese nimmer hierher können rauben gah’n!“
Wesentliche Erweiterungen wurden im 13. Jahrhundert vorgenommen. Abt Heinrich von Erthal (1249–1261) vollendete die Befestigung und versah sie mit Gräben, Mauern und Zinnen. Der Halsgraben wurde vertieft und die Schildmauer verstärkt. In den folgenden Jahrhunderten wurde ständig an der Burg gebaut. Selbst Ulrich von Hutten bezahlte einmal 50 Gulden für die Erneuerung einer Holzbrücke über dem südlichen Halsgraben.
Ursprünglich spielte der südlichste Eckpfeiler Fuldas eine wichtige Rolle in dieser Gegend. Die Burg befand sich an einem strategisch günstigen Platz und wurde zur Zeit des Abts Marquard I. wesentlich verstärkt.
Nach dem Dreißigjährigen Krieg baute sich Salentin von Sintzig die Burg als Alterssitz aus. Seinen Angaben zufolge muss sich die Burg zu dieser Zeit in einem sehr ruinösen Zustand befunden haben. Selbst schwerste Steine sollen von der Bevölkerung für eigene Bauzwecke weggeschafft worden sein. Von 1644 bis 1667 ließ er die gesamte Anlage mit größter Sorgfalt neu erstellen. Bereits vor dem Bauernkrieg hatte die Anlage ihre militärische Bedeutung verloren und war zur Ruine verkommen. Bis zum Bauernkrieg hatte die Burg keine größeren Schäden durch Kriege oder Brände erlitten, was sich mit Kriegsbeginn schlagartig änderte. Die Burg wurde von den Aufständischen besetzt und verwüstet.
Etwa 100 Meter unterhalb des Schlosses befindet sich das obere Ende des Kapellenkreuzwegs des Klosters Altstadt.
Das Schloss bzw. die Burg Saaleck ist heute als landschaftsprägendes Baudenkmal geschützt.

## Heutige Nutzung
Am 1. April 1964 übernahm die Stadt Hammelburg auf Beschluss des Stadtrates das Schloss Saaleck mit dem dazugehörigen Weinbaubetrieb in städtischen Besitz. Dadurch wurde die fortwährende Auseinandersetzung um die Existenz der Schlossanlage beendet. Im Oktober 2011 ging das städtische Weingut in Privatbesitz über. Das neue Weingut betreibt rund 18 Hektar Weinberge in den Lagen Saalecker Schlossberg und Hammelburger Heroldsberg und baut sie in einem Kellereigebäude neben dem Schloss aus.
Bis Oktober 2011 bewirtschaftete die Stadt Hammelburg mit ihrem Eigenbetrieb, der städtischen Weinkellerei, Weinberge in den Lagen Saalecker Schlossberg, Hammelburger Heroldsberg und Hammelburger Trautlestal mit rund 25 Hektar Rebfläche. Außerordentliche klimatische Bedingungen und Muschelkalkböden geben den Weinen ihre besondere Eigenart und ihren Charakter. Im Schloss Saaleck wird ein Hotel mit Restaurant betrieben.
Der 22 Meter hohe Bergfried ist nach aufwändiger Sanierung seit September 1998 als Aussichtsturm zugänglich und bietet von seiner Plattform einen sehr guten Ausblick ins Saaletal und auf Hammelburg.